# Kinner Airplane & Motor Corporation
Die Kinner Airplane & Motor Corp war ein US-amerikanischer Hersteller von Flugzeugen und Flugzeugmotoren. Gegründet wurde das Unternehmen Mitte der 1920er Jahre in Glendale in Kalifornien von Bert Kinner. Sein Chefingenieur war Max B. Harlow, der später die Harlow Aircraft Company gründete. 1937 wurde das Unternehmen insolvent und die Flugzeugbausparte wurde an die O.W. Timm Aircraft Company verkauft. Die Motorensparte wurde 1938 in die Kinner Motor Inc umgewandelt, die allerdings 1946 ebenfalls geschlossen wurde. Kinner war 1941 der größte Hersteller von Flugzeugmotoren an der US-amerikanischen Westküste.

## Produkte

### Flugzeuge
Kinner K1 Airster
Vorgestellt Mitte der 1920er Jahre, angetrieben von einem Dreizylinder-Sternmotor mit 66 PS (49 kW), Amelia Earharts erstes Flugzeug, spätere Exemplare erhielten wegen ihres Rumpfes aus Sperrholz den Spitznamen Crackerbox.
Kinner Sportster K-1 and B-1
Vorgestellt 1933, angetrieben von einem Fünfzylinder-Sternmotor mit Leistungen zwischen 100 PS (74 kW) und 125 PS (92 kW), mehrere Dutzend Exemplare gebaut, von denen einige noch heute flugtüchtig sind.
Kinner Sportwing B-2
Vorgestellt 1933, nach dem Bankrott des Unternehmens weitergeführt unter dem Namen Timm 2SA.
Kinner Playboy R-1
Vorgestellt 1933, zweisitziger Eindecker.
Kinner Envoy C-7
Vorgestellt 1934, Viersitzer mit einem Kinner-C-7-Motor mit 300 PS (221 kW). Wurde sowohl an Privatkäufer als auch an die United States Navy (unter der Bezeichnung XRK-1) verkauft. Letztes Modell der Kinner Airplane & Motor Corporation.

### Motoren
Kinner K-5
Sternmotor mit 100 PS (74 kW)
Kinner B-5
Sternmotor mit 125 PS (92 kW)
Kinner R-5
Sternmotor mit 160 PS (118 kW)
Kinner C-5
Sternmotor mit 245 PS (180 kW), militärische Bezeichnung R-720.
Kinner C-7
Sternmotor mit 340 PS (250 kW), militärische Bezeichnung R-1045-2.